# Ángel Comendador
Ángel Comendador Femenías (Palma de Mallorca, Islas Baleares; 22 de julio de 2001) es un jugador de baloncesto español, que mide 2,03 metros y actualmente juega de escolta en el Palmer Basket Mallorca de la Primera FEB.

## Trayectoria
Ángel es un escolta formado en el CB Sant Josep, La Salle, CTEIB y Movistar Estudiantes. 
En la temporada 2019-20, forma parte de la plantilla del Movistar Estudiantes "B" de Liga EBA.
En la temporada 2020-21, continúa en el filial estudiantil de Liga EBA, con el que consiguió el ascenso a Liga LEB Plata, promediando 6,8 puntos y 3,6 rebotes por partido en liga regular.
En la temporada 2021-22, Ángel es cedido al Real Canoe de la Liga LEB Plata,  donde promedió 5.5 puntos y 2.3  rebotes para 3.9 de valoración en 26 partidos.
El 23 de agosto de 2022, firma por el Oviedo Club Baloncesto de la Liga LEB Oro, para disputar la temporada 2022-23, cedido por Movistar Estudiantes.
El 17 de enero de 2024, firma por el Palmer Basket Mallorca de la Liga LEB Plata.
En la temporada 2025-26, renueva su contrato con el Palmer Basket Mallorca tras lograr el ascenso a la Primera FEB.

### Selección
En julio de 2022, fue seleccionado con la Selección de baloncesto de España sub-22.